# Distretto di Casoria
Il distretto di Casoria fu una delle suddivisioni amministrative del Regno delle Due Sicilie, subordinate alla provincia di Napoli, soppressa nel 1860.

## Istituzione e soppressione
Fu costituito per distacco dal distretto di Napoli con il decreto n. 271 del 1809, ratificato il 28 gennaio di quell'anno da Gioacchino Murat, che sanciva la ripartizione della provincia di Napoli in quattro distretti. Con l'occupazione garibaldina e l'annessione al Regno di Sardegna del 1860, l'ente fu soppresso.

## Suddivisione in circondari
Il distretto era suddiviso in successivi livelli amministrativi gerarchicamente dipendenti dal precedente. Al livello immediatamente successivo, infatti, individuiamo i circondari, che, a loro volta, erano costituiti dai comuni, l'unità di base della struttura politico-amministrativa dello Stato moderno. Ai questi ultimi potevano far capo i casali, centri a carattere prevalentemente rurale. I circondari del distretto di Casoria ammontavano a nove (poi ridotti ad otto) ed erano i seguenti:
- Circondario di Casoria:
Casoria e San Pietro a Patierno;
- Circondario di Mugnano:
Mugnano, Calvizzano, Melito e Piscinola;
- Circondario di Giugliano:
Giugliano, Panicocoli e Qualiano;
- Circondario di Arzano (unito, poi, al circondario di Casoria):
Arzano, Casavatore (casale unito a Casoria) e Secondigliano;
- Circondario di Pomigliano d'Arco:
Pomigliano d'Arco, Casalnuovo e Licignano;
- Circondario di Sant'Antimo (già circondario di Sant'Arpino):
Sant'Antimo, Casandrino e Sant'Arpino;
- Circondario di Fratta Maggiore:
Fratta Maggiore, Pomigliano d’Atella (con il casale di Fratta Piccola) e Grumo (con il casale di Nevano);
- Circondario di Afragola:
Afragola.